# Oh Jung-se
Oh Jung-se (hangul: 오정세; rr: O Jeong-se; nascido em 26 de fevereiro de 1977) é um ator sul-coreano. Ele é melhor conhecido por seus papéis nos dramas televisivos: Missing 9 (2017), When the Camellia Blooms (2019), Hot Stove League (2019) e It's Okay to Not Be Okay (2020), além do filme Swing Kids (2018).

## Filmografia

### Cinema
| Ano          | Título                           | Papel                                            | Notas                  |
| ------------ | -------------------------------- | ------------------------------------------------ | ---------------------- |
| 1997         | Father                           |                                                  |                        |
| 2001         | Address Unknown                  |                                                  |                        |
| 2003         | Here I Am!                       |                                                  | curta-metragem         |
| 2003         | Into the Mirror                  |                                                  |                        |
| 2003         | Oh! Brothers                     |                                                  |                        |
| 2004         | Windstruck                       | Cabo de polícia Jo / Princípe                    |                        |
| 2004         | Face                             | Min-ho                                           |                        |
| 2004         | Ghost House                      |                                                  |                        |
| 2005         | Red Eye                          |                                                  |                        |
| 2005         | Short Time                       |                                                  |                        |
| 2005         | You Are My Sunshine              |                                                  |                        |
| 2005         | Diary of June                    | Batedor de carteira                              |                        |
| 2005         | Always Behind You                |                                                  |                        |
| 2006         | One Shining Day                  |                                                  |                        |
| 2006         | Between Love and Hate            | Tae-gu                                           |                        |
| 2006         | Maundy Thursday                  | Professor Kim                                    |                        |
| 2006         | Moodori                          | Ganso selvagem                                   |                        |
| 2006         | Sundays in August                |                                                  |                        |
| 2006         | Solace                           | Amor de Mi-ran                                   |                        |
| 2006         | The World of Silence             | Change-bae                                       |                        |
| 2007         | Carnival                         |                                                  | curta-metragem         |
| 2007         | Herb                             | Dono da barraca de rua                           |                        |
| 2007         | Beautiful Sunday                 | Yoo Chang-won                                    |                        |
| 2007         | The Show Must Go On              | Gerente                                          |                        |
| 2007         | Paradise Murdered                | Detetive Lee                                     |                        |
| 2007         | The Railroad                     | PD da emissora de televisão                      |                        |
| 2008         | Radio Dayz                       | Man-chul                                         |                        |
| 2008         | My Mighty Princess               | Policial Kim                                     |                        |
| 2008         | My Wife Got Married              | Byeong-soo                                       |                        |
| 2008         | Love Is Protein                  | Hong-chan                                        | curta-metragem animado |
| 2008         | The Dream of Cortazar            |                                                  | curta-metragem         |
| 2009         | Breathless                       | Black noodle man                                 |                        |
| 2009         | Insadong Scandal                 | Keun-bok                                         |                        |
| 2009         | Secret                           | Kyeong-ho                                        |                        |
| 2010         | Mirror, Mirror                   |                                                  | curta-metragem         |
| 2010         | Bestseller                       | Homen de meia-idade 3                            |                        |
| 2010         | The Servant                      | Oficial de cidade Ho-bang                        |                        |
| 2010         | The Unjust                       | Jornalista Kim                                   |                        |
| 2010         | Petty Romance                    | Hae-ryong                                        |                        |
| 2011         | Quick                            | Park Dal-yong                                    |                        |
| 2011         | Couples                          | Bok-nam                                          |                        |
| 2011         | The King of Pigs                 | Hwang Kyung-min adulto                           | animação (voz)         |
| 2011         | Perfect Game                     | Comentarista de esportes                         |                        |
| 2012         | Over My Dead Body                | Myung-kwan                                       |                        |
| 2012         | As One                           | Doo-man                                          |                        |
| 2012         | A Millionaire On the Run         | Kang Pil-soo                                     |                        |
| 2012         | Waiting for Jang Joon-hwan       | Jung-se                                          | curta-metragem         |
| 2013         | How to Use Guys with Secret Tips | Lee Seung-jae                                    |                        |
| 2013         | Behind the Camera                | Ele mesmo                                        |                        |
| 2013         | Running Man                      | Jang Do-sik                                      |                        |
| 2013         | Do You Remember Me?              |                                                  | curta-metragem 3D      |
| 2013         | The Hero                         | Joo-yeon/Homen Trovão                            |                        |
| 2013         | The Fake                         | Sung Chul-woo                                    | animação (voz)         |
| 2014         | Broken                           | Voz no rádio                                     | participação           |
| 2014         | Man on High Heels                | Heo-gon                                          |                        |
| 2014         | Tazza: The Hidden Card           | Diretor Seo                                      |                        |
| 2014         | Red Carpet                       | Jo Jin-hwan                                      |                        |
| 2015         | Sunshine Love                    | Han Gil-ho                                       |                        |
| 2016         | Life Risking Romance             | Heo Jong-goo                                     |                        |
| 2017         | Fabricated City                  | Min Chun-sang                                    |                        |
| 2018         | Snatch Up                        | Entregador de encomendas                         |                        |
| 2018         | Swing Kids                       | Kang Byung-sam                                   |                        |
| 2019         | Rosebud                          | Soon-cheol                                       |                        |
| 2019         | Extreme Job                      | Ted Chang                                        |                        |
| 2020         | The Call                         | Sung-ho                                          |                        |
| 2021         | Dispatch; I Don’t Fire Myself    | Seo Choong-sik [colega de trabalho de Jeong Eun] | [ 4 ]                  |
| Por anunciar | Christmas Gift                   | Jo Yoon                                          | [ 5 ]                  |
| Por anunciar | High Five                        |                                                  | [ 6 ]                  |

### Televisão
| Ano  | Título                              | Papel                                          | Emissora  |
| ---- | ----------------------------------- | ---------------------------------------------- | --------- |
| 2006 | Someday                             | Seo Jung-joon                                  | OCN       |
| 2008 | Tazza                               | Kwang-tae                                      | SBS       |
| 2010 | Dandelion Family                    | Jae-hoon                                       | MBC       |
| 2011 | The Musical                         | Goo-jak                                        | SBS       |
| 2012 | Missing You                         | Joo Jung-myung                                 | MBC       |
| 2013 | March: A Story of Friends           | Ele mesmo                                      | SBS       |
| 2013 | Waiting for Love                    | Philip                                         | KBS2      |
| 2013 | Marry Him If You Dare               | Na Joo-hyun                                    | KBS2      |
| 2013 | Miss Korea                          | Kim Heung-sam                                  | MBC       |
| 2014 | Drama Special "I'm Dying Soon"      | Woo-jin                                        | KBS2      |
| 2014 | A New Leaf                          | Park Sang-tae                                  | MBC       |
| 2014 | Plus Nine Boys                      | Gu Kwang-soo                                   | tvN       |
| 2014 | Misaeng: Incomplete Life            | Marido de Chungsol (participação, episódio 20) | tvN       |
| 2015 | The Lover                           | Oh Do-si                                       | Mnet      |
| 2016 | The Vampire Detective               | Yong Goo-Hyung                                 | OCN       |
| 2016 | Entertainer                         | Promotor (ep. 7 & 9)                           | SBS       |
| 2016 | A Beautiful Mind                    | Kang Hyun Joon                                 | KBS2      |
| 2016 | Night Light                         |                                                | MBC       |
| 2017 | Missing 9                           | Jung Gi-joon                                   | MBC       |
| 2017 | Distorted                           | Han Chul-ho                                    | SBS       |
| 2018 | Mistress                            | Kim Young-dae                                  | OCN       |
| 2019 | Touch Your Heart                    | Yeon Joon-kyu                                  | tvN       |
| 2019 | Flower Crew: Joseon Marriage Agency | Kang Cheon-joo (participação)                  | JTBC      |
| 2019 | When the Camellia Blooms            | No Gyu-tae                                     | KBS2      |
| 2019 | Hot Stove League                    | Kwon Kyung-min                                 | SBS       |
| 2020 | It's Okay to Not Be Okay            | Moon Sang-tae                                  | tvN       |
| 2020 | The Good Detective                  | Oh Jong-tae                                    | JTBC      |
| 2021 | My Roommate Is a Gumiho             | participação (Episódio 15)                     | tvN       |
| 2021 | Mount Jiri                          | Jeong Gu-young                                 | tvN       |
| 2021 | Uncle                               | Wang Jun-hyeok                                 | TV Chosun |

### Participações em vídeos musicais
| Ano  | Título da canção | Artista(s)     |
| ---- | ---------------- | -------------- |
| 2011 | "Lucky Guy"      | Kim Hyun-joong |

## Teatro
| Ano       | Título              | Papel                                  |
| --------- | ------------------- | -------------------------------------- |
| 2002-2004 | Barber Park Bong-gu | Detetive/Deok-soo/Presidente/Convidado |
| 2005-2006 | One Shot Liar       | Stanley                                |

## Prêmios e indicações
| Ano  | Prêmio                                  | Categoria                                                | Trabalho indicado                          | Resultado | Ref.          |
| ---- | --------------------------------------- | -------------------------------------------------------- | ------------------------------------------ | --------- | ------------- |
| 2017 | MBC Drama Awards                        | Prêmio de Ator de Ouro, Ator em uma Minissérie           | Missing 9                                  | Venceu    |               |
| 2019 | Korean Film Producers Association Award | Melhor Ator Coadjuvante                                  | Swing Kids                                 | Venceu    | [ 12 ]        |
| 2019 | KBS Drama Awards                        | Melhor Ator Coadjuvante                                  | When the Camellia Blooms                   | Venceu    | [ 13 ]        |
| 2019 | KBS Drama Awards                        | Prêmio do Internauta, Ator                               | When the Camellia Blooms                   | Indicado  | [ 13 ]        |
| 2019 | KBS Drama Awards                        | Prêmio de Melhor Casal com Yeom Hye-ran                  | When the Camellia Blooms                   | Venceu    | [ 13 ]        |
| 2020 | Baeksang Arts Awards                    | Melhor Ator Coadjuvante (TV)                             | When the Camellia Blooms                   | Venceu    | [ 14 ]        |
| 2020 | SBS Drama Awards                        | Prêmio de Excelência, Ator em Minissérie de Ação e Drama | Hot Stove League                           | Indicado  |               |
| 2020 | SBS Drama Awards                        | Prêmio de Melhor Personagem, Ator                        | Hot Stove League                           | Venceu    | [ 15 ]        |
| 2021 | APAN Star Awards                        | Melhor Ator Coadjuvante                                  | It's Okay to Not Be Okay, Hot Stove League | Venceu    | [ 16 ]        |
| 2021 | Baeksang Arts Awards                    | Melhor Ator Coadjuvante (TV)                             | It's Okay to Not Be Okay                   | Venceu    | [ 17 ] [ 18 ] |
| 2021 | Wildflower Film Awards                  | Melhor Ator                                              | Dispatch; I Don’t Fire Myself              | Indicado  | [ 19 ]        |